# Transil

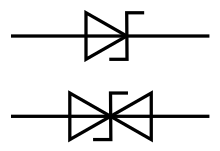
Schematická značka transilu podle databáze IEC 60617DB. Nahoře je značka jednosměrného transilu, dole obousměrného.

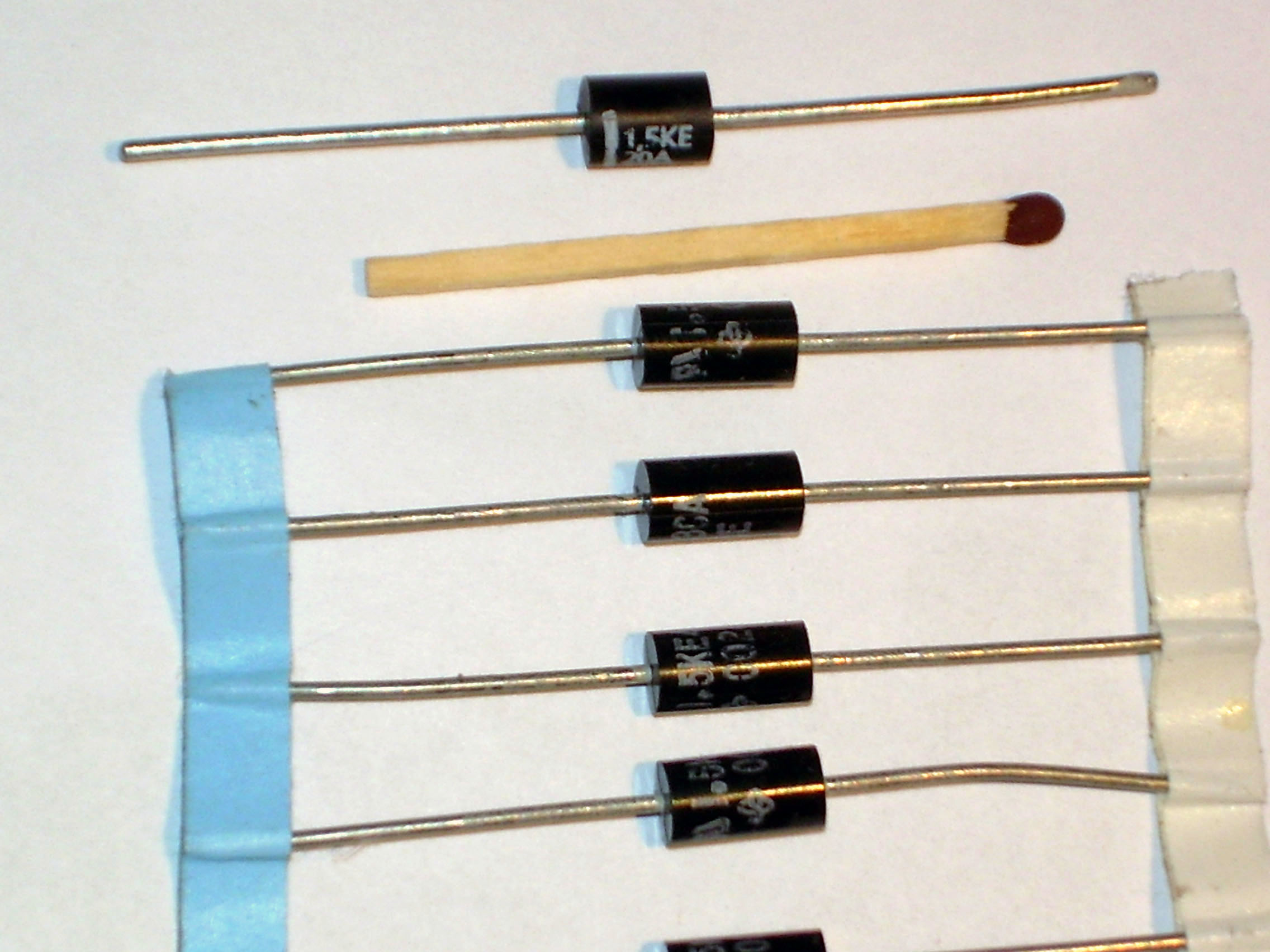
Transily STMicroelectronics, Typ 1.5KE - max. špičkový výkon 1,5kW

Transil (anglicky Transient voltage suppression diode – TVS) je polovodičový prvek sloužící k ochraně elektronických obvodů před elektrostatickými výboji a přepětím. Existují jak v jednosměrném tak i obousměrném provedení. 
- je konstruován na velké impulzní proudy
- při velkém přetížení se nepřeruší, ale naopak zkratuje = ochrání připojené obvody před přepětím (při velmi velkém a dlouhodobém přetížení se však může přechod roztavit a zčásti vypařit, čímž se součástka rozpojí)

## Princip
Součástka (VA charakteristika) je velmi podobná zenerově diodě. Jednosměrný transil chrání proti přepětí závěrné polarity. Při opačné polaritě se chová jako dioda v propustném směru. Obousměrný transil chrání proti přepětí v obou směrech - dvě antisériově zapojené zenerovy diody. Zenerova dioda ovšem může při velkém přetížení přestat vést elektrický proud.

## Parametry TVS diod

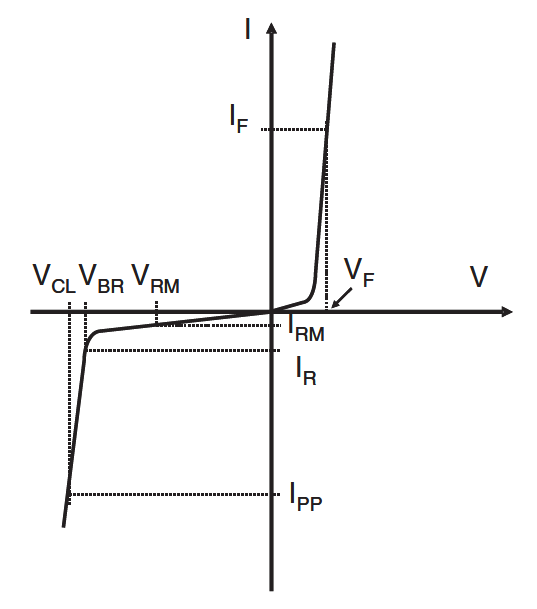
VA charakteristika jednosměrné TVS diody

- VCL – upínací napětí (anglicky clamping voltage) při němž může diodou procházet maximální špičkový proud IPP. Výrobci tuto hodnotu měří s proudovým omezením na 1 mA nebo 10 mA, které se mohou lišit od skutečných aplikačních podmínek.[2]
- VBR – průrazné napětí (anglicky breakdown voltage) je označení pro napětí, při kterém dochází k lavinovému průrazu polovodičového přechodu.[3] Při tomto napětí se začíná TVS dioda chovat jako ochranný prvek.
- VRM – provozní napětí (anglicky reverse stand-off voltage), maximální napětí při němž TVS dioda nemá vliv na signál.
- VF – úbytek napětí v propustném směru (anglicky forward voltage)
- IPP –špičkový proud (anglicky peak pulse current)
- Parazitní kapacita – kapacita PN přechodu v nepropustném stavu, která může nepříznivě ovlivnit vysokofrekvenční signály.[4]

## Použití
- Ochrana před elektrostatickými výboji
- Ochrana proti přepětí při přechodových stavech